# Thống đốc Indiana
Thống đốc bang Indiana là người đứng đầu bang Indiana. Thống đốc được bầu với nhiệm kỳ bốn năm và chịu trách nhiệm giám sát việc quản lý hàng ngày các chức năng của nhiều cơ quan của Chính quyền bang Indiana,  cũng chia sẻ quyền lực với các sĩ quan điều hành khác trên toàn tiểu bang, những người quản lý các cơ quan chính phủ. Thống đốc làm việc trong Indiana Statehouse và nắm giữ  chức năng chính thức tại Dinh Thống đốc bang Indiana ở Indianapolis.

## Danh sách
1. ↑  "Governors' Salaries, 2015" (PDF). The Council of State Governments. ngày 21 tháng 9 năm 2015. Bản gốc (PDF) lưu trữ ngày 20 tháng 6 năm 2020. Truy cập ngày 21 tháng 7 năm 2016.